# Série 401 a 406 da CP
A Série Série 401 a 406 foi um tipo de locomotiva a tracção a vapor, utilizada pela Companhia dos Caminhos de Ferro Portugueses.

## História
As locomotivas desta série foram as únicas em Portugal fabricadas pela empresa J. A. Maffei, tendo sido fornecidas em 1908.

## Descrição
Estas locomotivas estiveram entre as séries com maior potência indicada em Portugal.

## Ficha técnica

### Características gerais
- Fabricante: J. A. Maffei[1]
- Entrada ao serviço: 1909[1]